# Marie Sourice
 (juin 2024).
Si vous disposez d'ouvrages ou d'articles de référence ou si vous connaissez des sites web de qualité traitant du thème abordé ici, merci de compléter l'article en donnant les références utiles à sa vérifiabilité et en les liant à la section « Notes et références ».
Marie Sourice, née le 28 septembre 1906 à Saint-Florent-le-Vieil où elle est décédée le 10 février 1979, est une artiste peintre paysagiste angevine de l’école française. Elle est sociétaire de la Société des artistes français comme l’indiquait sa carte de visite.

## Biographie
Marie Sourice naît le 28 septembre 1906 à Saint-Florent-le-Vieil.
Son père Jules Sourice (1878, 1956) s'était installé en 1904 comme médecin à Saint Florent-le-Viel.
Marie Sourice a suivi des études secondaires chez les Sœurs de la Retraite d'Angers où elle a manifesté un attrait pour la peinture.
A l’occasion d’un voyage familial en Bretagne, à 20 ans, Marie Sourice a rencontré par hasard Maurice Lévis (1860-1941) qui est devenu son Maître en peinture. Il a ensuite visité Saint Florent et l’a initiée à peindre les bords de la Loire.
Elle pratique d’abord la peinture en s’inspirant de son Maître avant de libérer sa palette qui s'est sensiblement éclaircie à la suite de ses deux voyages en Algérie en 1936 et 1938.
Marie Sourice partage ensuite son temps entre Angers et Saint Florent-le-Vieil où elle installe un atelier dans un ancien grenier à foin de la rue du Four, à côté de la maison familiale. Celui-ci deviendra son lieu de travail et sa maison florentaise jusqu'à sa vieillesse.
Peintre figurative, elle avait un attachement certain pour le patrimoine dont elle n’hésitait pas à peindre les moindres demeures, châteaux ou sites pittoresques. Elle a peint également de nombreuses roses sur fond noir.
Elle peint inlassablement, en toute saison et par tous les temps, à Saint Florent le Vieil, de nombreuses vues du Mont-Glonne avec son église et ses cèdres dominant la Loire. Les fleurs ou les arbres sont omni présents dans ses tableaux, que ce soient, les hortensias, les glycines, les arbres à fleurs comme les arbres de Judée, les magnolias, les acacias, les marronniers, les cerisiers ou les pêchers à fleurs.
Le marché aux fleurs d'Angers est un autre grand motif récurrent pour elle.
Dans les années 1960-1970 elle tenait une galerie d’Art sous le porche de l’abbatiale de Saint-Florent le Vieil, présentant quelque deux cents de ses œuvres. Souvent habillée en costume traditionnel  d’Angevine, elle jouait en quelque sorte le rôle d’office de tourisme mettant à disposition des visiteurs quelques livres sur les Guerres de Vendée ou l’Anjou et n’était jamais avare de renseignements tant elle connaissait sa région.
Ses contemporains à Saint-Florent-le-Vieil étaient souvent habitués à la croiser au volant de sa voiture, une Rosengart puis une 2 CV, ou assise sur son pliant devant son chevalet peignant les rues, les maisons et les bords de la Loire.
Marie Sourice peignait aussi bien pour le plaisir, que pour répondre à des commandes. Parmi ses œuvres, on trouve :
- L’ancien sanctuaire de Notre-Dame du Marillais (qu’elle a reconstitué d’après des documents)
- Le sanctuaire de Béhuard
- Clisson et les bords de la Sèvre Nantaise
- La tour d’Oudon
- Fougères et son château
- Les ruines du château de Gilles de Rais à Champtocé

De 1966 à 1969, Marie Sourice a participé à la création du Musée des Guerres de Vendée à Saint Florent-Le-Vieil, auquel elle a offert plusieurs de ses tableaux représentants le patrimoine du village. On y trouve :
- Le quai de la Loire et son activité sablière
- L’ancienne gendarmerie en bord de la Loire (qui fait partie aujourd’hui de la maison Julien Gracq)
- La grande porte ouvrant sur la cour de la ferme des coteaux
- L’ancien hôtel de la Guérinière en bas de la rue fu Four
- Les laveuses en bord de Loire
- La maison des Petites Sœurs de Saint François et leur dispensaire

En son honneur comme artiste peintre, ainsi que de celui de son père comme médecin, la place du Marché où se trouvait le dispensaire de Saint Florent-le-Vieil est devenu la "Place Jules et Marie Sourice", quelques mois après sa mort.
Une exposition des tableaux de Marie Sourice appartenant à sa famille a eu lieu en 2024 à Saint Florent le Viel.